# Niceforonia adenobrachia
Niceforonia adenobrachia is een kikker uit de familie Strabomantidae en werd voor het eerst wetenschappelijk beschreven door Ardila-Robaya, Ruíz-Carranza & Barrera-Rodriguez in 1996. De soort komt voor in Colombia op hoogtes van 3100 tot 3400 meter boven het zeeniveau. Niceforonia adenobrachia wordt bedreigd door het verlies van habitat.